# Tirreno-Adriático 2015
La 50.ª edición de la competición ciclista Tirreno-Adriático  se celebró en Italia entre el 11 y el 17 de marzo de 2015. 
El recorrido fue similar al año anterior, sobre una distancia total de 1.004,4 kilómetros divididos en un prólogo y seis etapas. Comenzó en Lido di Camaiore y finalizó en San Benedetto del Tronto.
La prueba perteneció al UCI WorldTour 2015, siendo la tercera carrera de dicho calendario.
El ganador final fue Nairo Quintana del equipo Movistar, que además ganó la clasificación de los jóvenes y la cuarta etapa con llegada en subida en el Terminillo, en una épica jornada donde los corredores terminaron bajo una fuerte nevada. Allí el colombiano se vistió con el maillot azul de líder de la general, conservándolo hasta el final de la carrera. Quintana fue el primer corredor de Colombia y el segundo no europeo (tras el australiano Cadel Evans) en ganar la llamada "Carrera de los dos mares". Le acompañaron en el podio Bauke Mollema y su compatriota Rigoberto Urán, respectivamente.
En las clasificaciones secundarias se impusieron Peter Sagan (puntos) y Carlos Quintero (montaña).

## Equipos participantes
- Para la nómina de participantes véase: Participantes de la Tirreno-Adriático 2015

Tomaron parte en la carrera 22 equipos: los 17 de categoría UCI ProTeam (al ser obligada su participación); más 5 de categoría Profesional Continental invitados por la organización. Cada formación estuvo compuesta por 8 corredores excepto el Ag2r La Mondiale que lo hizo con 7, debido al positivo por EPO del corredor Lloyd Mondory que inicialmente estaba inscrito en la carrera. Formando así un pelotón de 175 corredores de los que acabaron 138. Los equipos participantes fueron:
| WorldTeams (17)- AG2R La Mondiale - Astana - BMC Racing Team - Etixx-Quick Step - FDJ - IAM Cycling - Lampre-Merida - Lotto-Soudal - Movistar Team - Orica-GreenEDGE - Cannondale-Garmin - Giant-Alpecin - Katusha - Lotto NL-Jumbo - Sky - Tinkoff-Saxo - Trek Factory Racing Equipos continentales profesionales (5)- Bardiani CSF - Bora-Argon 18 - Europcar - MTN-Qhubeka - Colombia |
| |

## Recorrido
| Etapa     | Fecha     | Recorrido                                           | type                    | Distancia (km) | Ganador           | Líder             |
| --------- | --------- | --------------------------------------------------- | ----------------------- | -------------- | ----------------- | ----------------- |
| 1.ª etapa | 11 de mar | Lido di Camaiore – Lido di Camaiore                 | contrarreloj individual | 5,4            | Adriano Malori    | Adriano Malori    |
| 2.ª etapa | 12 de mar | Camaiore – Cascina                                  | etapa llana             | 153            | Jens Debusschere  | Adriano Malori    |
| 3.ª etapa | 13 de mar | Cascina – Arezzo                                    | etapa llana             | 203            | Greg Van Avermaet | Greg Van Avermaet |
| 4.ª etapa | 14 de mar | Arezzo – Castelraimondo                             | etapa escarpada         | 226            | Wout Poels        | Wout Poels        |
| 5.ª etapa | 15 de mar | Esanatoglia – Terminillo                            | etapa de montaña        | 197            | Nairo Quintana    | Nairo Quintana    |
| 6.ª etapa | 16 de mar | Rieti – Porto Sant'Elpidio                          | etapa llana             | 210            | Peter Sagan       | Nairo Quintana    |
| 7.ª etapa | 17 de mar | San Benedetto del Tronto – San Benedetto del Tronto | contrarreloj individual | 10             | Fabian Cancellara | Nairo Quintana    |

## Desarrollo de la carrera

### Prólogo
| \| Clasificación de la etapa \| Clasificación de la etapa \| Clasificación de la etapa \| Clasificación de la etapa \| Clasificación de la etapa \| \| Ciclista \| Ciclista \| Equipo \| Tiempo \| \| \| ------------------------- \| ------------------------- \| ------------------------- \| ------------------------- \| ------------------------- \| \| 1.º \| Adriano Malori \| Movistar Team \| 6 min 04 s \| \| \| 2.º \| Fabian Cancellara \| Trek Factory Racing \| + 1 s \| \| \| 3.º \| Greg Van Avermaet \| BMC Racing Team \| + 2 s \| \| \| 4.º \| Maciej Bodnar \| Tinkoff-Saxo \| + 2 s \| \| \| 5.º \| Matthias Brändle \| IAM Cycling \| + 2 s \| \| \| 6.º \| Daniel Oss \| BMC Racing Team \| + 4 s \| \| \| 7.º \| Ramūnas Navardauskas \| Cannondale-Garmin \| + 5 s \| \| \| 8.º \| Stephen Cummings \| MTN-Qhubeka \| + 6 s \| \| \| 9.º \| Peter Sagan \| Tinkoff-Saxo \| + 6 s \| \| \| 10.º \| Johan Le Bon \| FDJ \| + 8 s \| \| |                      |                     |            |
| |                      |                     |            |
| |                      |                     |            |
| Clasificación de la etapa |                      |                     |            |
| Ciclista | Ciclista             | Equipo              | Tiempo     |
| 1.º | Adriano Malori       | Movistar Team       | 6 min 04 s |
| 2.º | Fabian Cancellara    | Trek Factory Racing | + 1 s      |
| 3.º | Greg Van Avermaet    | BMC Racing Team     | + 2 s      |
| 4.º | Maciej Bodnar        | Tinkoff-Saxo        | + 2 s      |
| 5.º | Matthias Brändle     | IAM Cycling         | + 2 s      |
| 6.º | Daniel Oss           | BMC Racing Team     | + 4 s      |
| 7.º | Ramūnas Navardauskas | Cannondale-Garmin   | + 5 s      |
| 8.º | Stephen Cummings     | MTN-Qhubeka         | + 6 s      |
| 9.º | Peter Sagan          | Tinkoff-Saxo        | + 6 s      |
| 10.º | Johan Le Bon         | FDJ                 | + 8 s      |

| \| Clasificación general \| Clasificación general \| Clasificación general \| Clasificación general \| Clasificación general \| \| Ciclista \| Ciclista \| Equipo \| Tiempo \| \| \| --------------------- \| --------------------- \| --------------------- \| --------------------- \| --------------------- \| \| 1.º \| Adriano Malori \| Movistar Team \| 6 min 04 s \| \| \| 2.º \| Fabian Cancellara \| Trek Factory Racing \| + 1 s \| \| \| 3.º \| Greg Van Avermaet \| BMC Racing Team \| + 2 s \| \| \| 4.º \| Maciej Bodnar \| Tinkoff-Saxo \| + 2 s \| \| \| 5.º \| Matthias Brändle \| IAM Cycling \| + 2 s \| \| \| 6.º \| Daniel Oss \| BMC Racing Team \| + 4 s \| \| \| 7.º \| Ramūnas Navardauskas \| Cannondale-Garmin \| + 5 s \| \| \| 8.º \| Stephen Cummings \| MTN-Qhubeka \| + 6 s \| \| \| 9.º \| Peter Sagan \| Tinkoff-Saxo \| + 6 s \| \| \| 10.º \| Johan Le Bon \| FDJ \| + 8 s \| \| |                      |                     |            |
| |                      |                     |            |
| |                      |                     |            |
| Clasificación general |                      |                     |            |
| Ciclista | Ciclista             | Equipo              | Tiempo     |
| 1.º | Adriano Malori       | Movistar Team       | 6 min 04 s |
| 2.º | Fabian Cancellara    | Trek Factory Racing | + 1 s      |
| 3.º | Greg Van Avermaet    | BMC Racing Team     | + 2 s      |
| 4.º | Maciej Bodnar        | Tinkoff-Saxo        | + 2 s      |
| 5.º | Matthias Brändle     | IAM Cycling         | + 2 s      |
| 6.º | Daniel Oss           | BMC Racing Team     | + 4 s      |
| 7.º | Ramūnas Navardauskas | Cannondale-Garmin   | + 5 s      |
| 8.º | Stephen Cummings     | MTN-Qhubeka         | + 6 s      |
| 9.º | Peter Sagan          | Tinkoff-Saxo        | + 6 s      |
| 10.º | Johan Le Bon         | FDJ                 | + 8 s      |

### 1.ª etapa
| \| Clasificación de la etapa \| Clasificación de la etapa \| Clasificación de la etapa \| Clasificación de la etapa \| Clasificación de la etapa \| \| Ciclista \| Ciclista \| Equipo \| Tiempo \| \| \| ------------------------- \| ------------------------- \| ------------------------- \| ------------------------- \| ------------------------- \| \| 1.º \| Jens Debusschere \| Lotto-Soudal \| 3 h 30 min 18 s \| \| \| 2.º \| Peter Sagan \| Tinkoff-Saxo \| + 0 s \| \| \| 3.º \| Sam Bennett \| Bora-Argon 18 \| + 0 s \| \| \| 4.º \| Aleksandr Porsev \| Katusha \| + 0 s \| \| \| 5.º \| Tyler Farrar \| MTN-Qhubeka \| + 0 s \| \| \| 6.º \| Magnus Cort \| Orica-GreenEDGE \| + 0 s \| \| \| 7.º \| Roger Kluge \| IAM Cycling \| + 0 s \| \| \| 8.º \| Nicola Ruffoni \| Bardiani CSF \| + 0 s \| \| \| 9.º \| Zakkari Dempster \| Bora-Argon 18 \| + 0 s \| \| \| 10.º \| Mark Renshaw \| Etixx-Quick Step \| + 0 s \| \| |                  |                  |                 |
| |                  |                  |                 |
| |                  |                  |                 |
| Clasificación de la etapa |                  |                  |                 |
| Ciclista | Ciclista         | Equipo           | Tiempo          |
| 1.º | Jens Debusschere | Lotto-Soudal     | 3 h 30 min 18 s |
| 2.º | Peter Sagan      | Tinkoff-Saxo     | + 0 s           |
| 3.º | Sam Bennett      | Bora-Argon 18    | + 0 s           |
| 4.º | Aleksandr Porsev | Katusha          | + 0 s           |
| 5.º | Tyler Farrar     | MTN-Qhubeka      | + 0 s           |
| 6.º | Magnus Cort      | Orica-GreenEDGE  | + 0 s           |
| 7.º | Roger Kluge      | IAM Cycling      | + 0 s           |
| 8.º | Nicola Ruffoni   | Bardiani CSF     | + 0 s           |
| 9.º | Zakkari Dempster | Bora-Argon 18    | + 0 s           |
| 10.º | Mark Renshaw     | Etixx-Quick Step | + 0 s           |

| \| Clasificación general \| Clasificación general \| Clasificación general \| Clasificación general \| Clasificación general \| \| Ciclista \| Ciclista \| Equipo \| Tiempo \| \| \| --------------------- \| --------------------- \| --------------------- \| --------------------- \| --------------------- \| \| 1.º \| Adriano Malori \| Movistar Team \| 3 h 36 min 22 s \| \| \| 2.º \| Peter Sagan \| Tinkoff-Saxo \| + 0 s \| \| \| 3.º \| Fabian Cancellara \| Trek Factory Racing \| + 1 s \| \| \| 4.º \| Greg Van Avermaet \| BMC Racing Team \| + 2 s \| \| \| 5.º \| Matthias Brändle \| IAM Cycling \| + 2 s \| \| \| 6.º \| Maciej Bodnar \| Tinkoff-Saxo \| + 2 s \| \| \| 7.º \| Daniel Oss \| BMC Racing Team \| + 4 s \| \| \| 8.º \| Ramūnas Navardauskas \| Cannondale-Garmin \| + 5 s \| \| \| 9.º \| Stephen Cummings \| MTN-Qhubeka \| + 6 s \| \| \| 10.º \| Martijn Keizer \| LottoNL-Jumbo \| + 7 s \| \| |                      |                     |                 |
| |                      |                     |                 |
| |                      |                     |                 |
| Clasificación general |                      |                     |                 |
| Ciclista | Ciclista             | Equipo              | Tiempo          |
| 1.º | Adriano Malori       | Movistar Team       | 3 h 36 min 22 s |
| 2.º | Peter Sagan          | Tinkoff-Saxo        | + 0 s           |
| 3.º | Fabian Cancellara    | Trek Factory Racing | + 1 s           |
| 4.º | Greg Van Avermaet    | BMC Racing Team     | + 2 s           |
| 5.º | Matthias Brändle     | IAM Cycling         | + 2 s           |
| 6.º | Maciej Bodnar        | Tinkoff-Saxo        | + 2 s           |
| 7.º | Daniel Oss           | BMC Racing Team     | + 4 s           |
| 8.º | Ramūnas Navardauskas | Cannondale-Garmin   | + 5 s           |
| 9.º | Stephen Cummings     | MTN-Qhubeka         | + 6 s           |
| 10.º | Martijn Keizer       | LottoNL-Jumbo       | + 7 s           |

### 2.ª etapa
| \| Clasificación de la etapa \| Clasificación de la etapa \| Clasificación de la etapa \| Clasificación de la etapa \| Clasificación de la etapa \| \| Ciclista \| Ciclista \| Equipo \| Tiempo \| \| \| ------------------------- \| ------------------------- \| ------------------------- \| ------------------------- \| ------------------------- \| \| 1.º \| Greg Van Avermaet \| BMC Racing Team \| 4 h 58 min 17 s \| \| \| 2.º \| Peter Sagan \| Tinkoff-Saxo \| + 0 s \| \| \| 3.º \| Zdeněk Štybar \| Etixx-Quick Step \| + 0 s \| \| \| 4.º \| Filippo Pozzato \| Lampre-Merida \| + 0 s \| \| \| 5.º \| Fabian Cancellara \| Trek Factory Racing \| + 0 s \| \| \| 6.º \| Simon Geschke \| Giant-Alpecin \| + 0 s \| \| \| 7.º \| Paul Martens \| LottoNL-Jumbo \| + 0 s \| \| \| 8.º \| Andri Hrivko \| Astana \| + 0 s \| \| \| 9.º \| Rigoberto Urán \| Etixx-Quick Step \| + 0 s \| \| \| 10.º \| Wout Poels \| Team Sky \| + 0 s \| \| |                   |                     |                 |
| |                   |                     |                 |
| |                   |                     |                 |
| Clasificación de la etapa |                   |                     |                 |
| Ciclista | Ciclista          | Equipo              | Tiempo          |
| 1.º | Greg Van Avermaet | BMC Racing Team     | 4 h 58 min 17 s |
| 2.º | Peter Sagan       | Tinkoff-Saxo        | + 0 s           |
| 3.º | Zdeněk Štybar     | Etixx-Quick Step    | + 0 s           |
| 4.º | Filippo Pozzato   | Lampre-Merida       | + 0 s           |
| 5.º | Fabian Cancellara | Trek Factory Racing | + 0 s           |
| 6.º | Simon Geschke     | Giant-Alpecin       | + 0 s           |
| 7.º | Paul Martens      | LottoNL-Jumbo       | + 0 s           |
| 8.º | Andri Hrivko      | Astana              | + 0 s           |
| 9.º | Rigoberto Urán    | Etixx-Quick Step    | + 0 s           |
| 10.º | Wout Poels        | Team Sky            | + 0 s           |

| \| Clasificación general \| Clasificación general \| Clasificación general \| Clasificación general \| Clasificación general \| \| Ciclista \| Ciclista \| Equipo \| Tiempo \| \| \| --------------------- \| --------------------- \| --------------------- \| --------------------- \| --------------------- \| \| 1.º \| Greg Van Avermaet \| BMC Racing Team \| 8 h 34 min 31 s \| \| \| 2.º \| Peter Sagan \| Tinkoff-Saxo \| + 2 s \| \| \| 3.º \| Adriano Malori \| Movistar Team \| + 8 s \| \| \| 4.º \| Fabian Cancellara \| Trek Factory Racing \| + 9 s \| \| \| 5.º \| Matthias Brändle \| IAM Cycling \| + 10 s \| \| \| 6.º \| Ramūnas Navardauskas \| Cannondale-Garmin \| + 13 s \| \| \| 7.º \| Stephen Cummings \| MTN-Qhubeka \| + 14 s \| \| \| 8.º \| Jonathan Castroviejo \| Movistar Team \| + 16 s \| \| \| 9.º \| Edvald Boasson Hagen \| MTN-Qhubeka \| + 16 s \| \| \| 10.º \| Andri Hrivko \| Astana \| + 17 s \| \| |                      |                     |                 |
| |                      |                     |                 |
| |                      |                     |                 |
| Clasificación general |                      |                     |                 |
| Ciclista | Ciclista             | Equipo              | Tiempo          |
| 1.º | Greg Van Avermaet    | BMC Racing Team     | 8 h 34 min 31 s |
| 2.º | Peter Sagan          | Tinkoff-Saxo        | + 2 s           |
| 3.º | Adriano Malori       | Movistar Team       | + 8 s           |
| 4.º | Fabian Cancellara    | Trek Factory Racing | + 9 s           |
| 5.º | Matthias Brändle     | IAM Cycling         | + 10 s          |
| 6.º | Ramūnas Navardauskas | Cannondale-Garmin   | + 13 s          |
| 7.º | Stephen Cummings     | MTN-Qhubeka         | + 14 s          |
| 8.º | Jonathan Castroviejo | Movistar Team       | + 16 s          |
| 9.º | Edvald Boasson Hagen | MTN-Qhubeka         | + 16 s          |
| 10.º | Andri Hrivko         | Astana              | + 17 s          |

### 3.ª etapa
| \| Clasificación de la etapa \| Clasificación de la etapa \| Clasificación de la etapa \| Clasificación de la etapa \| Clasificación de la etapa \| \| Ciclista \| Ciclista \| Equipo \| Tiempo \| \| \| ------------------------- \| ------------------------- \| ------------------------- \| ------------------------- \| ------------------------- \| \| 1.º \| Wout Poels \| Team Sky \| 5 h 53 min 38 s \| \| \| 2.º \| Rigoberto Urán \| Etixx-Quick Step \| + 14 s \| \| \| 3.º \| Joaquim Rodríguez \| Katusha \| + 14 s \| \| \| 4.º \| Alexis Vuillermoz \| AG2R La Mondiale \| + 14 s \| \| \| 5.º \| Rinaldo Nocentini \| AG2R La Mondiale \| + 14 s \| \| \| 6.º \| Roman Kreuziger \| Tinkoff-Saxo \| + 14 s \| \| \| 7.º \| Giampaolo Caruso \| Katusha \| + 14 s \| \| \| 8.º \| Nairo Quintana \| Movistar Team \| + 14 s \| \| \| 9.º \| Jurgen van den Broeck \| Lotto-Soudal \| + 14 s \| \| \| 10.º \| Adam Yates \| Orica-GreenEDGE \| + 14 s \| \| |                       |                  |                 |
| |                       |                  |                 |
| |                       |                  |                 |
| Clasificación de la etapa |                       |                  |                 |
| Ciclista | Ciclista              | Equipo           | Tiempo          |
| 1.º | Wout Poels            | Team Sky         | 5 h 53 min 38 s |
| 2.º | Rigoberto Urán        | Etixx-Quick Step | + 14 s          |
| 3.º | Joaquim Rodríguez     | Katusha          | + 14 s          |
| 4.º | Alexis Vuillermoz     | AG2R La Mondiale | + 14 s          |
| 5.º | Rinaldo Nocentini     | AG2R La Mondiale | + 14 s          |
| 6.º | Roman Kreuziger       | Tinkoff-Saxo     | + 14 s          |
| 7.º | Giampaolo Caruso      | Katusha          | + 14 s          |
| 8.º | Nairo Quintana        | Movistar Team    | + 14 s          |
| 9.º | Jurgen van den Broeck | Lotto-Soudal     | + 14 s          |
| 10.º | Adam Yates            | Orica-GreenEDGE  | + 14 s          |

| \| Clasificación general \| Clasificación general \| Clasificación general \| Clasificación general \| Clasificación general \| \| Ciclista \| Ciclista \| Equipo \| Tiempo \| \| \| --------------------- \| --------------------- \| --------------------- \| --------------------- \| --------------------- \| \| 1.º \| Wout Poels \| Team Sky \| 14 h 28 min 18 s \| \| \| 2.º \| Rigoberto Urán \| Etixx-Quick Step \| + 17 s \| \| \| 3.º \| Stephen Cummings \| MTN-Qhubeka \| + 26 s \| \| \| 4.º \| Thibaut Pinot \| FDJ \| + 26 s \| \| \| 5.º \| Roman Kreuziger \| Tinkoff-Saxo \| + 27 s \| \| \| 6.º \| Jonathan Castroviejo \| Movistar Team \| + 28 s \| \| \| 7.º \| Bauke Mollema \| Trek Factory Racing \| + 28 s \| \| \| 8.º \| Peter Sagan \| Tinkoff-Saxo \| + 30 s \| \| \| 9.º \| Vincenzo Nibali \| Astana \| + 31 s \| \| \| 10.º \| Alberto Contador \| Tinkoff-Saxo \| + 32 s \| \| |                      |                     |                  |
| |                      |                     |                  |
| |                      |                     |                  |
| Clasificación general |                      |                     |                  |
| Ciclista | Ciclista             | Equipo              | Tiempo           |
| 1.º | Wout Poels           | Team Sky            | 14 h 28 min 18 s |
| 2.º | Rigoberto Urán       | Etixx-Quick Step    | + 17 s           |
| 3.º | Stephen Cummings     | MTN-Qhubeka         | + 26 s           |
| 4.º | Thibaut Pinot        | FDJ                 | + 26 s           |
| 5.º | Roman Kreuziger      | Tinkoff-Saxo        | + 27 s           |
| 6.º | Jonathan Castroviejo | Movistar Team       | + 28 s           |
| 7.º | Bauke Mollema        | Trek Factory Racing | + 28 s           |
| 8.º | Peter Sagan          | Tinkoff-Saxo        | + 30 s           |
| 9.º | Vincenzo Nibali      | Astana              | + 31 s           |
| 10.º | Alberto Contador     | Tinkoff-Saxo        | + 32 s           |

### 4.ª etapa
| \| Clasificación de la etapa \| Clasificación de la etapa \| Clasificación de la etapa \| Clasificación de la etapa \| Clasificación de la etapa \| \| Ciclista \| Ciclista \| Equipo \| Tiempo \| \| \| ------------------------- \| ------------------------- \| ------------------------- \| ------------------------- \| ------------------------- \| \| 1.º \| Nairo Quintana \| Movistar Team \| 5 h 26 min 03 s \| \| \| 2.º \| Bauke Mollema \| Trek Factory Racing \| + 41 s \| \| \| 3.º \| Joaquim Rodríguez \| Katusha \| + 55 s \| \| \| 4.º \| Rigoberto Urán \| Etixx-Quick Step \| + 55 s \| \| \| 5.º \| Alberto Contador \| Tinkoff-Saxo \| + 55 s \| \| \| 6.º \| Thibaut Pinot \| FDJ \| + 55 s \| \| \| 7.º \| Adam Yates \| Orica-GreenEDGE \| + 55 s \| \| \| 8.º \| Domenico Pozzovivo \| AG2R La Mondiale \| + 55 s \| \| \| 9.º \| Przemysław Niemiec \| Lampre-Merida \| + 1 min 05 s \| \| \| 10.º \| Damiano Caruso \| BMC Racing Team \| + 1 min 10 s \| \| |                    |                     |                 |
| |                    |                     |                 |
| |                    |                     |                 |
| Clasificación de la etapa |                    |                     |                 |
| Ciclista | Ciclista           | Equipo              | Tiempo          |
| 1.º | Nairo Quintana     | Movistar Team       | 5 h 26 min 03 s |
| 2.º | Bauke Mollema      | Trek Factory Racing | + 41 s          |
| 3.º | Joaquim Rodríguez  | Katusha             | + 55 s          |
| 4.º | Rigoberto Urán     | Etixx-Quick Step    | + 55 s          |
| 5.º | Alberto Contador   | Tinkoff-Saxo        | + 55 s          |
| 6.º | Thibaut Pinot      | FDJ                 | + 55 s          |
| 7.º | Adam Yates         | Orica-GreenEDGE     | + 55 s          |
| 8.º | Domenico Pozzovivo | AG2R La Mondiale    | + 55 s          |
| 9.º | Przemysław Niemiec | Lampre-Merida       | + 1 min 05 s    |
| 10.º | Damiano Caruso     | BMC Racing Team     | + 1 min 10 s    |

| \| Clasificación general \| Clasificación general \| Clasificación general \| Clasificación general \| Clasificación general \| \| Ciclista \| Ciclista \| Equipo \| Tiempo \| \| \| --------------------- \| --------------------- \| --------------------- \| --------------------- \| --------------------- \| \| 1.º \| Nairo Quintana \| Movistar Team \| 19 h 54 min 45 s \| \| \| 2.º \| Bauke Mollema \| Trek Factory Racing \| + 39 s \| \| \| 3.º \| Rigoberto Urán \| Etixx-Quick Step \| + 48 s \| \| \| 4.º \| Thibaut Pinot \| FDJ \| + 57 s \| \| \| 5.º \| Alberto Contador \| Tinkoff-Saxo \| + 1 min 03 s \| \| \| 6.º \| Adam Yates \| Orica-GreenEDGE \| + 1 min 04 s \| \| \| 7.º \| Domenico Pozzovivo \| AG2R La Mondiale \| + 1 min 06 s \| \| \| 8.º \| Joaquim Rodríguez \| Katusha \| + 1 min 07 s \| \| \| 9.º \| Stephen Cummings \| MTN-Qhubeka \| + 1 min 12 s \| \| \| 10.º \| Wout Poels \| Team Sky \| + 1 min 13 s \| \| |                    |                     |                  |
| |                    |                     |                  |
| |                    |                     |                  |
| Clasificación general |                    |                     |                  |
| Ciclista | Ciclista           | Equipo              | Tiempo           |
| 1.º | Nairo Quintana     | Movistar Team       | 19 h 54 min 45 s |
| 2.º | Bauke Mollema      | Trek Factory Racing | + 39 s           |
| 3.º | Rigoberto Urán     | Etixx-Quick Step    | + 48 s           |
| 4.º | Thibaut Pinot      | FDJ                 | + 57 s           |
| 5.º | Alberto Contador   | Tinkoff-Saxo        | + 1 min 03 s     |
| 6.º | Adam Yates         | Orica-GreenEDGE     | + 1 min 04 s     |
| 7.º | Domenico Pozzovivo | AG2R La Mondiale    | + 1 min 06 s     |
| 8.º | Joaquim Rodríguez  | Katusha             | + 1 min 07 s     |
| 9.º | Stephen Cummings   | MTN-Qhubeka         | + 1 min 12 s     |
| 10.º | Wout Poels         | Team Sky            | + 1 min 13 s     |

### 5.ª etapa
| \| Clasificación de la etapa \| Clasificación de la etapa \| Clasificación de la etapa \| Clasificación de la etapa \| Clasificación de la etapa \| \| Ciclista \| Ciclista \| Equipo \| Tiempo \| \| \| ------------------------- \| ------------------------- \| ------------------------- \| ------------------------- \| ------------------------- \| \| 1.º \| Peter Sagan \| Tinkoff-Saxo \| 5 h 04 min 13 s \| \| \| 2.º \| Gerald Ciolek \| MTN-Qhubeka \| + 0 s \| \| \| 3.º \| Jens Debusschere \| Lotto-Soudal \| + 0 s \| \| \| 4.º \| Magnus Cort \| Orica-GreenEDGE \| + 0 s \| \| \| 5.º \| Maximiliano Richeze \| Lampre-Merida \| + 0 s \| \| \| 6.º \| Edvald Boasson Hagen \| MTN-Qhubeka \| + 0 s \| \| \| 7.º \| Nikias Arndt \| Giant-Alpecin \| + 0 s \| \| \| 8.º \| Sam Bennett \| Bora-Argon 18 \| + 0 s \| \| \| 9.º \| Ramūnas Navardauskas \| Cannondale-Garmin \| + 0 s \| \| \| 10.º \| Alexéi Lutsenko \| Astana \| + 0 s \| \| |                      |                   |                 |
| |                      |                   |                 |
| |                      |                   |                 |
| Clasificación de la etapa |                      |                   |                 |
| Ciclista | Ciclista             | Equipo            | Tiempo          |
| 1.º | Peter Sagan          | Tinkoff-Saxo      | 5 h 04 min 13 s |
| 2.º | Gerald Ciolek        | MTN-Qhubeka       | + 0 s           |
| 3.º | Jens Debusschere     | Lotto-Soudal      | + 0 s           |
| 4.º | Magnus Cort          | Orica-GreenEDGE   | + 0 s           |
| 5.º | Maximiliano Richeze  | Lampre-Merida     | + 0 s           |
| 6.º | Edvald Boasson Hagen | MTN-Qhubeka       | + 0 s           |
| 7.º | Nikias Arndt         | Giant-Alpecin     | + 0 s           |
| 8.º | Sam Bennett          | Bora-Argon 18     | + 0 s           |
| 9.º | Ramūnas Navardauskas | Cannondale-Garmin | + 0 s           |
| 10.º | Alexéi Lutsenko      | Astana            | + 0 s           |

| \| Clasificación general \| Clasificación general \| Clasificación general \| Clasificación general \| Clasificación general \| \| Ciclista \| Ciclista \| Equipo \| Tiempo \| \| \| --------------------- \| --------------------- \| --------------------- \| --------------------- \| --------------------- \| \| 1.º \| Nairo Quintana \| Movistar Team \| 24 h 58 min 58 s \| \| \| 2.º \| Bauke Mollema \| Trek Factory Racing \| + 39 s \| \| \| 3.º \| Rigoberto Urán \| Etixx-Quick Step \| + 48 s \| \| \| 4.º \| Thibaut Pinot \| FDJ \| + 57 s \| \| \| 5.º \| Alberto Contador \| Tinkoff-Saxo \| + 1 min 03 s \| \| \| 6.º \| Adam Yates \| Orica-GreenEDGE \| + 1 min 04 s \| \| \| 7.º \| Domenico Pozzovivo \| AG2R La Mondiale \| + 1 min 06 s \| \| \| 8.º \| Joaquim Rodríguez \| Katusha \| + 1 min 07 s \| \| \| 9.º \| Stephen Cummings \| MTN-Qhubeka \| + 1 min 12 s \| \| \| 10.º \| Wout Poels \| Team Sky \| + 1 min 13 s \| \| |                    |                     |                  |
| |                    |                     |                  |
| |                    |                     |                  |
| Clasificación general |                    |                     |                  |
| Ciclista | Ciclista           | Equipo              | Tiempo           |
| 1.º | Nairo Quintana     | Movistar Team       | 24 h 58 min 58 s |
| 2.º | Bauke Mollema      | Trek Factory Racing | + 39 s           |
| 3.º | Rigoberto Urán     | Etixx-Quick Step    | + 48 s           |
| 4.º | Thibaut Pinot      | FDJ                 | + 57 s           |
| 5.º | Alberto Contador   | Tinkoff-Saxo        | + 1 min 03 s     |
| 6.º | Adam Yates         | Orica-GreenEDGE     | + 1 min 04 s     |
| 7.º | Domenico Pozzovivo | AG2R La Mondiale    | + 1 min 06 s     |
| 8.º | Joaquim Rodríguez  | Katusha             | + 1 min 07 s     |
| 9.º | Stephen Cummings   | MTN-Qhubeka         | + 1 min 12 s     |
| 10.º | Wout Poels         | Team Sky            | + 1 min 13 s     |

### 6.ª etapa
| \| Clasificación de la etapa \| Clasificación de la etapa \| Clasificación de la etapa \| Clasificación de la etapa \| Clasificación de la etapa \| \| Ciclista \| Ciclista \| Equipo \| Tiempo \| \| \| ------------------------- \| ------------------------- \| ------------------------- \| ------------------------- \| ------------------------- \| \| 1.º \| Fabian Cancellara \| Trek Factory Racing \| 11 min 23 s \| \| \| 2.º \| Adriano Malori \| Movistar Team \| + 4 s \| \| \| 3.º \| Vasil Kiryienka \| Team Sky \| + 9 s \| \| \| 4.º \| Jonathan Castroviejo \| Movistar Team \| + 12 s \| \| \| 5.º \| Maciej Bodnar \| Tinkoff-Saxo \| + 16 s \| \| \| 6.º \| Michael Hepburn \| Orica-GreenEDGE \| + 16 s \| \| \| 7.º \| Ramūnas Navardauskas \| Cannondale-Garmin \| + 17 s \| \| \| 8.º \| Stephen Cummings \| MTN-Qhubeka \| + 23 s \| \| \| 9.º \| Andrey Amador \| Movistar Team \| + 25 s \| \| \| 10.º \| Edvald Boasson Hagen \| MTN-Qhubeka \| + 26 s \| \| |                      |                     |             |
| |                      |                     |             |
| |                      |                     |             |
| Clasificación de la etapa |                      |                     |             |
| Ciclista | Ciclista             | Equipo              | Tiempo      |
| 1.º | Fabian Cancellara    | Trek Factory Racing | 11 min 23 s |
| 2.º | Adriano Malori       | Movistar Team       | + 4 s       |
| 3.º | Vasil Kiryienka      | Team Sky            | + 9 s       |
| 4.º | Jonathan Castroviejo | Movistar Team       | + 12 s      |
| 5.º | Maciej Bodnar        | Tinkoff-Saxo        | + 16 s      |
| 6.º | Michael Hepburn      | Orica-GreenEDGE     | + 16 s      |
| 7.º | Ramūnas Navardauskas | Cannondale-Garmin   | + 17 s      |
| 8.º | Stephen Cummings     | MTN-Qhubeka         | + 23 s      |
| 9.º | Andrey Amador        | Movistar Team       | + 25 s      |
| 10.º | Edvald Boasson Hagen | MTN-Qhubeka         | + 26 s      |

## Clasificaciones finales
- Las clasificaciones finalizaron de la siguiente forma:[7]

### Clasificación general
| \| Clasificación general \| Clasificación general \| Clasificación general \| Clasificación general \| Clasificación general \| \| Ciclista \| Ciclista \| Equipo \| Tiempo \| \| \| --------------------- \| --------------------- \| --------------------- \| --------------------- \| --------------------- \| \| 1.º \| Nairo Quintana \| Movistar Team \| 25 h 11 min 16 s \| \| \| 2.º \| Bauke Mollema \| Trek Factory Racing \| + 18 s \| \| \| 3.º \| Rigoberto Urán \| Etixx-Quick Step \| + 31 s \| \| \| 4.º \| Thibaut Pinot \| FDJ \| + 35 s \| \| \| 5.º \| Alberto Contador \| Tinkoff-Saxo \| + 39 s \| \| \| 6.º \| Stephen Cummings \| MTN-Qhubeka \| + 40 s \| \| \| 7.º \| Wout Poels \| Team Sky \| + 56 s \| \| \| 8.º \| Domenico Pozzovivo \| AG2R La Mondiale \| + 59 s \| \| \| 9.º \| Adam Yates \| Orica-GreenEDGE \| + 1 min 09 s \| \| \| 10.º \| Roman Kreuziger \| Tinkoff-Saxo \| + 1 min 11 s \| \| |                    |                     |                  |
| |                    |                     |                  |
| Fuente: ProCyclingStats |                    |                     |                  |
| Clasificación general |                    |                     |                  |
| Ciclista | Ciclista           | Equipo              | Tiempo           |
| 1.º | Nairo Quintana     | Movistar Team       | 25 h 11 min 16 s |
| 2.º | Bauke Mollema      | Trek Factory Racing | + 18 s           |
| 3.º | Rigoberto Urán     | Etixx-Quick Step    | + 31 s           |
| 4.º | Thibaut Pinot      | FDJ                 | + 35 s           |
| 5.º | Alberto Contador   | Tinkoff-Saxo        | + 39 s           |
| 6.º | Stephen Cummings   | MTN-Qhubeka         | + 40 s           |
| 7.º | Wout Poels         | Team Sky            | + 56 s           |
| 8.º | Domenico Pozzovivo | AG2R La Mondiale    | + 59 s           |
| 9.º | Adam Yates         | Orica-GreenEDGE     | + 1 min 09 s     |
| 10.º | Roman Kreuziger    | Tinkoff-Saxo        | + 1 min 11 s     |

### Clasificación de la montaña
| Clasificación de la montaña | Clasificación de la montaña | Clasificación de la montaña | Clasificación de la montaña | Clasificación de la montaña |
| Ciclista                    | Ciclista                    | Equipo                      | Puntos                      |                             |
| --------------------------- | --------------------------- | --------------------------- | --------------------------- | --------------------------- |
| 1.º                         | Carlos Quintero             | Colombia                    | 21 pts                      |                             |
| 2.º                         | Danilo Wyss                 | BMC Racing Team             | 18 pts                      |                             |
| 3.º                         | Nairo Quintana              | Movistar Team               | 15 pts                      |                             |
| 4.º                         | Mathew Hayman               | Orica-GreenEDGE             | 15 pts                      |                             |
| 5.º                         | Matteo Montaguti            | AG2R La Mondiale            | 13 pts                      |                             |
| 6.º                         | Bauke Mollema               | Trek Factory Racing         | 10 pts                      |                             |
| 7.º                         | Luke Durbridge              | Orica-GreenEDGE             | 10 pts                      |                             |
| 8.º                         | Michele Scarponi            | Astana                      | 8 pts                       |                             |
| 9.º                         | Joaquim Rodríguez           | Katusha                     | 7 pts                       |                             |
| 10.º                        | Wout Poels                  | Team Sky                    | 5 pts                       |                             |

### Clasificación de los puntos
| Clasificación por puntos | Clasificación por puntos | Clasificación por puntos | Clasificación por puntos | Clasificación por puntos |
| Ciclista                 | Ciclista                 | Equipo                   | Puntos                   |                          |
| ------------------------ | ------------------------ | ------------------------ | ------------------------ | ------------------------ |
| 1.º                      | Peter Sagan              | Tinkoff-Saxo             | 32 pts                   |                          |
| 2.º                      | Fabian Cancellara        | Trek Factory Racing      | 21 pts                   |                          |
| 3.º                      | Jens Debusschere         | Lotto-Soudal             | 20 pts                   |                          |
| 4.º                      | Rigoberto Urán           | Etixx-Quick Step         | 19 pts                   |                          |
| 5.º                      | Greg Van Avermaet        | BMC Racing Team          | 18 pts                   |                          |
| 6.º                      | Joaquim Rodríguez        | Katusha                  | 16 pts                   |                          |
| 7.º                      | Nairo Quintana           | Movistar Team            | 15 pts                   |                          |
| 8.º                      | Adriano Malori           | Movistar Team            | 15 pts                   |                          |
| 9.º                      | Wout Poels               | Team Sky                 | 14 pts                   |                          |
| 10.º                     | Sam Bennett              | Bora-Argon 18            | 11 pts                   |                          |

### Clasificación de los jóvenes
| Clasificación del mejor joven | Clasificación del mejor joven | Clasificación del mejor joven | Clasificación del mejor joven | Clasificación del mejor joven |
| Ciclista                      | Ciclista                      | Equipo                        | Tiempo                        |                               |
| ----------------------------- | ----------------------------- | ----------------------------- | ----------------------------- | ----------------------------- |
| 1.º                           | Nairo Quintana                | Movistar Team                 | 25 h 11 min 16 s              |                               |
| 2.º                           | Thibaut Pinot                 | FDJ                           | + 35 s                        |                               |
| 3.º                           | Adam Yates                    | Orica-GreenEDGE               | + 1 min 09 s                  |                               |
| 4.º                           | Davide Formolo                | Cannondale-Garmin             | + 6 min 39 s                  |                               |
| 5.º                           | Louis Meintjes                | MTN-Qhubeka                   | + 15 min 26 s                 |                               |
| 6.º                           | Jesús Herrada                 | Movistar Team                 | + 18 min 36 s                 |                               |
| 7.º                           | Peter Sagan                   | Tinkoff-Saxo                  | + 22 min 45 s                 |                               |
| 8.º                           | Tsgabu Grmay                  | Lampre-Merida                 | + 23 min 01 s                 |                               |
| 9.º                           | Brayan Ramírez                | Colombia                      | + 26 min 01 s                 |                               |
| 10.º                          | Moreno Moser                  | Cannondale-Garmin             | + 27 min 51 s                 |                               |

### Clasificación por equipos
| Clasificación por equipos | Clasificación por equipos | Clasificación por equipos | Clasificación por equipos |
| Equipo                    | Equipo                    | Tiempo                    |                           |
| ------------------------- | ------------------------- | ------------------------- | ------------------------- |
| 1.º                       | Movistar Team             | 75 h 37 min 35 s          |                           |
| 2.º                       | Sky                       | + 29 s                    |                           |
| 3.º                       | Katusha                   | + 1 min 02 s              |                           |
| 4.º                       | Tinkoff-Saxo              | + 6 min 04 s              |                           |
| 5.º                       | AG2R La Mondiale          | + 7 min 56 s              |                           |
| 6.º                       | MTN-Qhubeka               | + 10 min 42 s             |                           |
| 7.º                       | Astana                    | + 14 min 28 s             |                           |
| 8.º                       | BMC Racing Team           | + 17 min 50 s             |                           |
| 9.º                       | Lotto-Soudal              | + 18 min 30 s             |                           |
| 10.º                      | FDJ                       | + 20 min 47 s             |                           |

## Evolución de las clasificaciones
| Etapa (Vencedor)                    | Clasificación general | Clasificación por puntos | Clasificación de la montaña | Clasificación de los jóvenes |
| ----------------------------------- | --------------------- | ------------------------ | --------------------------- | ---------------------------- |
| Prólogo (CRI) (Adriano Malori)      | Adriano Malori        | Adriano Malori           | no se entregó               | Peter Sagan                  |
| 1.ª etapa (Jens Debusschere)        | Adriano Malori        | Jens Debusschere         | Danilo Wyss                 | Peter Sagan                  |
| 2.ª etapa (Greg Van Avermaet)       | Greg Van Avermaet     | Peter Sagan              | Danilo Wyss                 | Peter Sagan                  |
| 3.ª etapa (Wout Poels)              | Wout Poels            | Peter Sagan              | Carlos Quintero             | Thibaut Pinot                |
| 4.ª etapa (Nairo Quintana)          | Nairo Quintana        | Peter Sagan              | Carlos Quintero             | Nairo Quintana               |
| 5.ª etapa (Peter Sagan)             | Nairo Quintana        | Peter Sagan              | Carlos Quintero             | Nairo Quintana               |
| 6.ª etapa (CRI) (Fabian Cancellara) | Nairo Quintana        | Peter Sagan              | Carlos Quintero             | Nairo Quintana               |
| Final                               | Nairo Quintana        | Peter Sagan              | Carlos Quintero             | Nairo Quintana               |

## UCI World Tour
La Tirreno-Adriático otorgó puntos para el UCI WorldTour 2015, solamente para corredores de equipos UCI ProTeam. Las siguientes tablas son el baremo de puntuación y los corredores que obtuvieron puntos:
| Posición              | 1.º | 2.º | 3.º | 4.º | 5.º | 6.º | 7.º | 8.º | 9.º | 10.º |
| Clasificación general | 100 | 80  | 70  | 60  | 50  | 40  | 30  | 20  | 10  | 4    |
| Por etapa             | 6   | 4   | 2   | 1   | 1   |     |     |     |     |      |

| Ciclista           | Equipo           | General | Etapa | Total |
| ------------------ | ---------------- | ------- | ----- | ----- |
| Nairo Quintana     | Movistar         | 100     | 6     | 106   |
| Bauke Mollema      | Trek Factory     | 80      | 4     | 84    |
| Rigoberto Urán     | Etixx-Quick Step | 70      | 5     | 75    |
| Thibaut Pinot      | FDJ              | 60      | -     | 60    |
| Alberto Contador   | Tinkoff-Saxo     | 50      | 1     | 51    |
| Wout Poels         | Sky              | 30      | 6     | 36    |
| Domenico Pozzovivo | Ag2r La Mondiale | 20      | -     | 20    |
| Peter Sagan        | Tinkoff-Saxo     | -       | 14    | 14    |
| Fabian Cancellara  | Trek Factory     | -       | 11    | 11    |
| Adam Yates         | Orica GreenEDGE  | 10      | -     | 10    |
| Adriano Malori     | Movistar         | -       | 10    | 10    |

| Resto de corredores  | Resto de corredores | Resto de corredores | Resto de corredores | Resto de corredores |
| Ciclista             | Equipo              | General             | Etapa               | Total               |
| -------------------- | ------------------- | ------------------- | ------------------- | ------------------- |
| Greg Van Avermaet    | BMC Racing          | -                   | 8                   | 8                   |
| Jens Debusschere     | Lotto-Soudal        | -                   | 8                   | 8                   |
| Roman Kreuziger      | Tinkoff-Saxo        | 4                   | -                   | 4                   |
| Joaquim Rodríguez    | Katusha             | -                   | 4                   | 4                   |
| Maciej Bodnar        | Tinkoff-Saxo        | -                   | 2                   | 2                   |
| Vasil Kiryienka      | Sky                 | -                   | 2                   | 2                   |
| Zdeněk Štybar        | Etixx-Quick Step    | -                   | 2                   | 2                   |
| Matthias Brändle     | IAM                 | -                   | 1                   | 1                   |
| Alexander Porsev     | Katusha             | -                   | 1                   | 1                   |
| Filippo Pozzato      | Lampre-Merida       | -                   | 1                   | 1                   |
| Alexis Vuillermoz    | Ag2r La Mondiale    | -                   | 1                   | 1                   |
| Rinaldo Nocentini    | Ag2r La Mondiale    | -                   | 1                   | 1                   |
| Magnus Cort          | Orica GreenEDGE     | -                   | 1                   | 1                   |
| Maximiliano Richeze  | Lampre-Merida       | -                   | 1                   | 1                   |
| Jonathan Castroviejo | Movistar            | -                   | 1                   | 1                   |